# Maximilian Axelson
Johan Eugéne Maximilian Axelson, född 24 juni 1823 i Horns socken, Västergötland, död 11 oktober 1884 i Lösens socken, var en svensk journalist, författare och tidningsredaktör.

## Biografi
Maximilian Axelson var son till kaptenen vid Skaraborgs regemente Nils Gustav Axelson. Han blev student vid Lunds universitet 1842 och vid Uppsala universitet 1843. Redan under studietiden gjorde han sig känd som tillfällighetsdiktare. Han vann 1851 andra pris av Svenska Akademien för den episka dikten Saimi och 1852 samma pris för dikten Nödens barn, som fick goda recensioner av Atterbom och Bernhard von Beskow. Axelson kom aldrig att få något genombrott som poet. Förutom flitiga publiceringar i tidningar och tidskrifter utgavs ett urval av hans dikter 1863. 
I början av 1850-talet bosatte sig Axelson i Stockholm, där han dels tjänstgjorde som extraordinarie kanslist i poststyrelsen, dels arbetade som privatlärare. Han blev medarbetare i Allmänna Tidningen 1853, var redaktör för Tidning för Fahlu län och Stad 1856, redaktör för Allmänna Öresunds-Posten 1856-57 och för Illustreradt nyaste söndagsmagasin 1857-58. 
I slutet av 1850-talet bosatte sig Axelson i Göteborg där han blev lärare vid sjömanssällskapets skola och Göthildaskolan. Han var medarbetare i Göteborgs Handels- och Sjöfartstidning 1860-1864 och författade där bland annat reseskildringar och följetonger. År 1865 grundade Axelson tidningen Förposten, från början ett specialorgan för Majorna och var fram till 1869 dess redaktör. 
1870 flyttade han tillbaka till Stockholm och medverkade där i Dagstelegrafen och Fäderneslandet samt främst i Svenska medborgaren. Senare flyttade han till Blekinge, där han 1874 var redaktör för Nyare Blekingsposten och därefter medarbetare i Karlskrona Weckoblad.

### Redaktörskap
- Vid qvällslampan : vers och prosa. Stockholm: J. J. Flodin. 1868. Libris 10858558
- Svenska industriens män. Stockholm: Kjellberg & Åström. 1875-1880. Libris 2334538 Serie 1: häfte 1-12, serie 2: häfte 1-9. Utgiven 1874-1880. Text förmodligen av Maximilian Axelson.